# Austregesil de Bourges
Austregesil de Bourges, també anomenat en francès saint Outrille (Bourges, Cher, Centre, França, s. VI - 624) fou un religiós, arquebisbe de Bourges entre 612 i 624. És venerat com a sant per diverses confessions cristianes.

## Biografia
Nasqué a Bourges en 551 en una família noble, fill d'un senador i una esclava. Fou company d'estudis de Gregori de Tours i fou cortesà del rei Guntram de Borgonya. Arran d'una acusació d'estar implicat en un frau en el tresor reial, el rei va ordenar una ordalia entre l'acusador, Betelí, i Austregesil: el mateix dia de judici de Déu, Betelí es matà en caure del cavall i això fou interpretat com la condemna divina: Austregesil fou declarat innocent i alliberat.
Abandonà la cort i abraçà la vida religiosa, ingressant en un monestir sota el bisbe Aunari d'Auxerre entre 572 i 603. Eteri de Lió el consagrà sotsdiaca entre 586 i 602, i abat de Saint-Nizier. En morir Apol·linar, fou consagrat bisbe de Bourges el 13 de febrer de 612. Morí el 20 de maig de 624.